# Bruno Herrmann (Politiker)
Bruno Herrmann (* 20. Februar 1888 in Allenstein, Ostpreußen; † 19. Januar 1957 in Peine) war ein deutscher Politiker (SPD).

## Leben
Herrmann zug im Alter von drei Jahren mit seiner Familie im Jahr 1891 nach Peine im Kreis Hildesheim. Zwischen 1894 und 1902 besuchte er eine katholische Volksschule. Zwischen 1902 und 1908 war er als Fabrikarbeiter in Peine, Hannover, Köln sowie Mühlheim beschäftigt. Im Anschluss war er zwischen 1908 und 1910 im Militärdienst in Berlin. Im Folgenden begann er im Jahr 1910 eine Tätigkeit auf der Ilseder Hütte im Peiner Walzwerk. Herrmann war zwischen 1914 und 1916 Teilnehmer am Ersten Weltkrieg. Seinen Kriegsdienst beendete er als Kriegsbeschädigter im Jahr 1916, da er auf dem rechten Auge aufgrund einer Verwundung erblindete. Nach seiner Entlassung aus dem Kriegsdienst begann er erneut seine Tätigkeit im Peiner Walzwerk. Nach dem Ende des Ersten Weltkrieges wurde er als Betriebsratsvorsitzender eingesetzt.

## Öffentliche Ämter
Herrmann wurde zum Mitglied des ernannten Hannoverschen Landtages zwischen dem 23. August 1946 und dem 29. Oktober 1946. 

## Quelle
- Barbara Simon: Abgeordnete in Niedersachsen 1946–1994. Biographisches Handbuch. Hrsg. vom Präsidenten des Niedersächsischen Landtages. Niedersächsischer Landtag, Hannover 1996, S. 157.

| Personendaten    | Personendaten             |
| ---------------- | ------------------------- |
| NAME             | Herrmann, Bruno           |
| KURZBESCHREIBUNG | deutscher Politiker (SPD) |
| GEBURTSDATUM     | 20. Februar 1888          |
| GEBURTSORT       | Allenstein, Ostpreußen    |
| STERBEDATUM      | 19. Januar 1957           |
| STERBEORT        | Peine                     |